# Гонзага (рід)

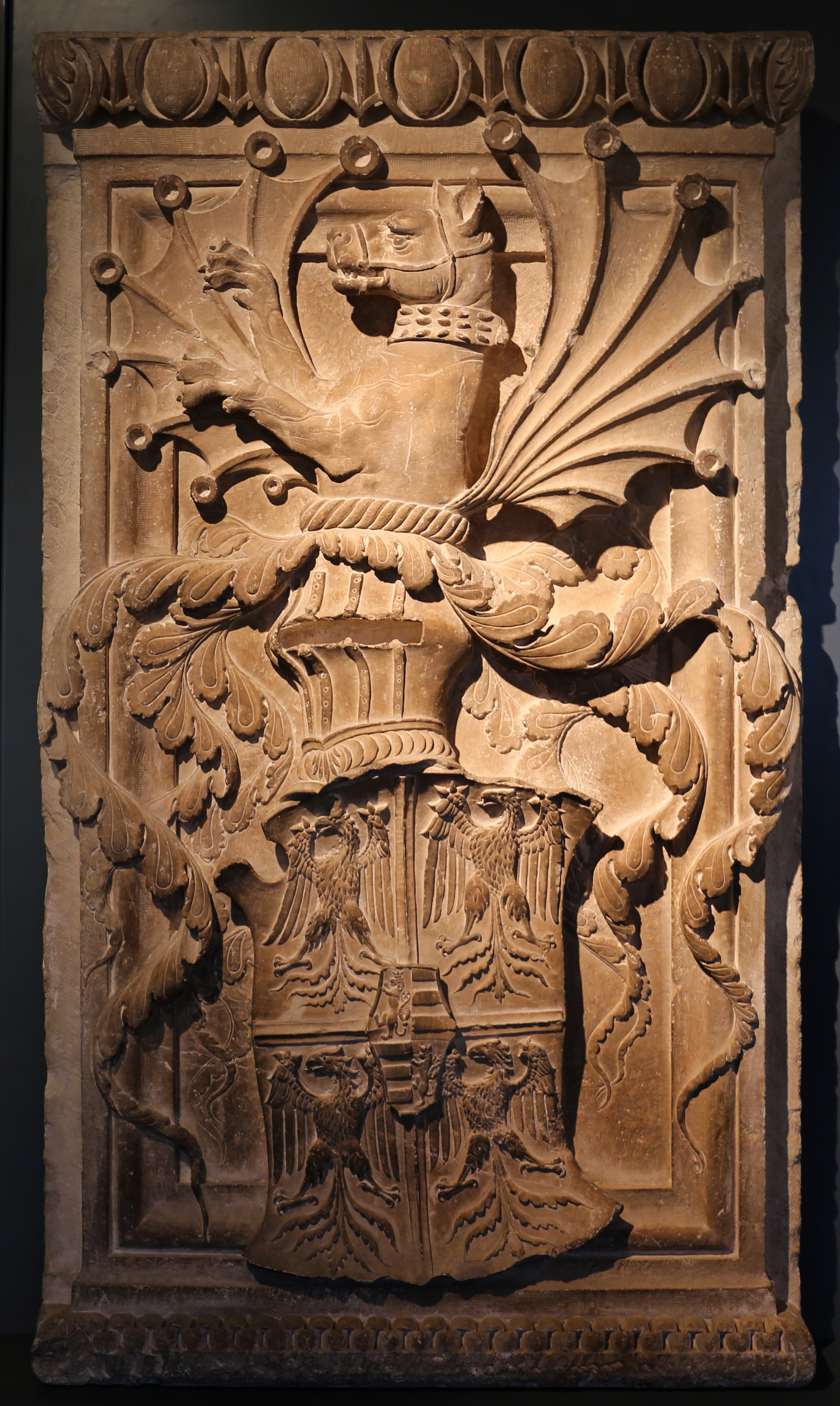
Герб дому Гонзага в Палаццо Сан-Себастьяно в Мантуї

Гонзага (італ. Gonzaga) були одними із найвідоміших родин в історії Італії та Європи з чотирнадцятого по вісімнадцяте століття.
Вони керували Мантуєю, спочатку як правителі, починаючи з 1328 року, потім як маркізи та герцоги до 1707 року. Вони також керували Монферратським маркізатом, а потім Монферратським герцогством; бокові гілки керували в Італії Гуастальським герцогством, герцогством Саббіонета, маркізатами Весковато, Луццара, Палаццоло і Кастель-Гоффредо, Кастільоне і Сольферіно, князівствами Боццоло і Кастільоне, графством Новеллара ; за кордоном бокова гілка правила французькими герцогствами Невер, Ретель, Майєн і князівством Арки.
Вплив та престиж роду ще більше підвищився, коли Елеонора Гонзага стала першою імператрицею дому, вийшовши заміж за Фердинанда II у 1622 році. Елеонора Гонзага-Неверська стала імператрицею, вийшовши заміж за Фердинанда III. Марія Луїза Гонзага-Неверська двічі ставала Королевою Речі Посполитої, вийшовши заміж за королів Владислава IV та Іоанна II.
З роду походили один святий, десять кардиналів і дванадцять єпископів Католицької Церкви.
Їхня велика слава також пов'язана з тим, що протягом кількох поколінь вони сприяли розвитку мистецького та культурного життя на найвищому рівні. Художня колекція Гонзага (називалася « Celeste Galeria») була дуже відомою, насправді вона включала роботи найвідоміших митців епохи Відродження та бароко та була в основному продана королю Англії Карлу I, коли володарі Мантуя опинилася в економічній скруті

## Історія
Походили з однойменного міста від якого вони взяли свою назву, Корраді да Гонзага (були довіреними людьми гвельфської партії ченців абатства Сан-Бенедетто в Поліроне. Документ, у якому «da Gonzagas» вперше з'являються (з певним Опіціо де Гонзага) — акт, у якому велика графиня Матильда Тосканська підтверджує деякі активи абатству Поліроне — датований 13 серпня 1096 року.

### Гонзага Мантуйський (головна лінія)
Корраді да Гонзага завоювали владу в Мантуї разом з Луїджі, Кангранде I делла Скала. Тому, скориставшись ілюзією останніх щодо можливості включити Мантую до своїх володінь після поразки Бонакольсі, і розраховуючи на підтримку народу Мантуї, почалося багатовікове панування Гонзагів над містом Мантуя, яке закінчилося тільки в 1707 році.

## Геральдика Гонзага

### Гербовий
Династія Гонзага за свою довгу історію кілька разів змінювала герб. Після захоплення влади в 1328 році Людвіг I створив простий герб із чорно-золотими горизонтальними смугами. З 1433 року з'являються імператорські орли і червоний хрест.

### Колекції Гонзаги
Багато з цих колекцій були продані або пограбовані та знищені під час пограбування Мантуї в 1630 році.